# Skipjack (algorytm)
Skipjack – symetryczny, blokowy algorytm szyfrujący, stworzony przez NSA. Przez długi czas jego budowa była tajna, została ujawniona w 1998 roku. Szyfr korzysta z klucza o długości 80 bitów, a wielkość szyfrowanego bloku to 64 bity. Oparty jest na sieci Feistela. Algorytm nie jest bezpieczny – 31 z 32 rund jest podatnych na atak oparty na kryptoanalizie różnicowej.